# Sebastiano Vassalli
Sebastiano Vassalli (Genova, 25 ottobre 1941 – Casale Monferrato, 26 luglio 2015) è stato uno scrittore, poeta e giornalista italiano.

## Biografia
Nato a Genova nel 1941 da madre toscana e padre lombardo, si trasferisce in giovane età a Novara.
Si è laureato in Lettere a Milano, discutendo con Cesare Musatti una tesi su "La psicanalisi e l'arte contemporanea"; suo controrelatore è stato Gillo Dorfles. Vassalli, dagli anni sessanta e settanta, si dedica all'insegnamento e alla ricerca artistica della Neoavanguardia, partecipando al Gruppo 63. Successivamente si rivolge alla letteratura, in particolare alla narrazione e al romanzo storico, impegnandosi in una "investigazione letteraria delle radici e dei segni di un passato che illumini l'inquietudine del presente e ricostruisca il carattere nazionale degli italiani". Ha scritto per la Repubblica e La Stampa ed è stato opinionista del Corriere della Sera.
Negli anni ottanta si trasferisce a Bolzano come inviato di Panorama mese. I suoi reportage sono spesso critici con la situazione dell'Alto Adige post-"pacchetto di autonomia". Vassalli denuncia quello che verrà definito il "disagio degli italiani", venendo considerato un nazionalista dai locali e avversato anche da parte dello schieramento politico italofono, tra cui i Verdi. Il primo libro sulla questione è Sangue e suolo, del 1985. A trent'anni di distanza segue Il Confine (2015), in cui riconosce che "i due gruppi sono destinati a convivere" e che "serve chiudere i conti con la storia, superarla una volta per tutte, passando dal presente e andando verso il futuro".
Sulla vita di Vassalli, isolatosi negli anni della maturità in una casa in mezzo alle risaie novaresi dove era solito condurre un'esistenza schiva e austera, è stata pubblicata nel 2010 un'autobiografia-intervista intitolata Un nulla pieno di storie. Ricordi e considerazioni di un viaggiatore.
È morto a Casale Monferrato il 26 luglio 2015 all'età di 73 anni per un tumore inoperabile. Gli sono stati tributati funerali civili e la sua salma è stata cremata presso il Cimitero urbano di Novara.

## Opera letteraria
L'opera di Vassalli si distingue per il profondo lavoro di ricerca storica, per lo più riferita all'evoluzione delle componenti sociali (religione, politica, differenze di genere ecc.); i romanzi dell'autore, infatti, sono ambientati in un determinato contesto storico (Medioevo, Controriforma, Ventennio fascista, Sessantotto italiano), o in un ipotetico futuro e l'occhio dello scrittore si dedica a costruire intorno ai personaggi del libro una rappresentazione realistica della società da usare come base per un confronto con la società attuale.
Sebastiano Vassalli ha scritto anche testi poetici, ed è stato tradotto in varie lingue (è presente ne Le Printemps italien, prima antologia della poesia italiana post-neoavanguardia, a cura di J.-Ch. Vegliante, Paris, A.P. 1977).
Nelle opere di Vassalli è inoltre possibile trovare una forte componente territoriale: il Piemonte è spesso la cornice delle vicende narrate e in particolare la pianura novarese. Il territorio vive la vicenda e molto spesso evolve con essa (ad esempio, la città *** in Archeologia del presente o in Cuore di pietra, identificabile in Novara, o Zardino in La Chimera), fino a Terre selvagge ambientato nel periodo dell'antica Roma. L'amore di Vassalli per il Piemonte e il Novarese è testimoniato anche dal libro fotografico Il mio Piemonte e da Terra d'acque. Esistono anche itinerari sulle orme delle sue opere (raccolti in Nella pianura delle storie di Sebastiano Vassalli. Itinerari letterari novaresi nella terra d'acque narrata dall'autore della "Chimera", a cura di Roberto Cicala, Interlinea-ATL Novara, Novara 2013).
L'autore ha dedicato un romanzo, La notte della cometa, e successivamente un libretto d'ambientazione natalizia (Natale a Marradi), alla vita del poeta Dino Campana, svelandone gli aspetti più oscuri, compreso il suo rapporto con Sibilla Aleramo.
Ciò che è interessante nella sua opera è la capacità di rappresentare in forma estremamente semplice ed efficace il carattere dei personaggi, fissandone gli elementi che permangono al di là del trascorrere del tempo. Questo aspetto, assieme all'accuratezza storica, dà all'opera di Vassalli una valenza fortemente pedagogica ed etica, sovranazionale, tanto che le sue opere sono studiate nelle scuole, nelle università e tradotte nelle maggiori lingue del mondo.

## Premi e collaborazioni
Sebastiano Vassalli ha vinto i maggiori premi letterari italiani, tra cui il premio Strega e il Selezione Campiello con La chimera, dopo la quale ha rifiutato di partecipare a premi letterari, acconsentendo soltanto di ritirare alcuni riconoscimenti alla carriera, come il premio "Città di Arona - Gian Vincenzo Omodei Zorini" nel 2007, il premio Graziosi/Terra degli aironi nel 2008, il premio Pavese nel 2013 e il premio Flaiano nel 2014. Nel 2015 gli è stato conferito il Premio Campiello alla carriera, riconoscimento che la Fondazione Campiello attribuiva per la prima volta. Le case editrici con cui ha collaborato maggiormente sono Einaudi, dal 1968 e per oltre cinquant'anni, Rizzoli, dove nel 2014 ha ripubblicato la nuova edizione del suo capolavoro La chimera, e Interlinea edizioni di Novara. Faceva parte del comitato scientifico del Centro Novarese di Studi Letterari, di cui era socio onorario e al quale ha donato il suo archivio e la sua biblioteca.

## Opere

### Opere giovanili e della neoavanguardia
- Lui (egli), Firenze-Padova, Rebellato ("Quaderni del Preconsolo" n. 7), 1965
- Disfaso, Roma, Trevi ("Proposte" n. 1), 1968
- Narcisso, Torino, Einaudi ("Ricerca letteraria" n. 5), 1968
- Nel labirinto: collage freddo, Novara, CDE, 1968
- Tempo di màssacro. Romanzo di centramento e sterminio, Torino, Einaudi ("Letteratura" n. 3), 1970
- Il millennio che muore, Torino, Einaudi ("Ricerca letteraria" n. 11), 1972
- A.A. Il libro dell'utopia ceramica, Ravenna, Longo, 1974
- Pianura: poesia e prosa degli anni Settanta, Ivrea, Eporediese ("Pianura" n. 1), 1974
- L'arrivo della lozione, Torino, Einaudi ("I coralli"), 1976
- Brindisi (con Giovanni Bianchi), Bergamo, Il Bagatto ("Testo & Contesto" n. 1), 1979
- La distanza, Bergamo, Il Bagatto ("Testo & Contesto" n. 9), 1980
- Abitare il vento, Torino, Einaudi ("Nuovi coralli" n. 260), 1980; n. ed. con postfazione dell'autore (Trent'anni dopo: riflessioni su un personaggio e sulla sua storia), Milano, Calypso, 2008. Un saggio di traduzione su "Siècle 21" n.26 (Habiter le vent, J.-Charles Vegliante), 2015
- Mareblù, Milano, Mondadori, 1982; n. ed. ampliata, ivi ("Oscar narrativa" n. 1212), 1990
- Ombre e destini: poesie 1977-1981, Napoli, Guida ("Poesia contemporanea" n. 2), 1983
- Arkadia: carriere, caratteri, confraternite degli impoeti d'Italia, Bergamo, El Bagatt ("Pamphlet" n. 1), 1983
- Manuale di corpo ovvero sentenze di scrittori antichi e moderni, Siena, Quaderni di Barbablù (n. 18), 1983; Milano, Leonardo ("Improvvisi" n. 8), 1991
- Introduzione a Giovanni Faldella, A Parigi, Genova, Costa & Nolan, 1983
- Il finito, Bergamo, El Bagatt ("Scritture" n. 3), 1984 (con cinque disegni di Michelangelo Pistoletto)

### Opere della maturità
- La notte della cometa. Il romanzo di Dino Campana, Torino, Einaudi, 1984
- Sangue e suolo. Viaggio fra gli italiani trasparenti, Torino, Einaudi, 1985
- Fiabe romagnole e emiliane, scelte da Elide Casali e tradotte da Sebastiano Vassalli, Milano: Mondadori ("Oscar" n. 792), 1986
- L'alcova elettrica, Torino, Einaudi, 1986; Premio Bergamo[5] n. ed. con postfazione dell'autore, Milano, Calypso, 2009
- L'oro del mondo, Torino, Einaudi, 1987, Premio Comisso[6]; nuova edizione con testo inedito, Novara, Interlinea, 2014
- Marradi (con Attilio Lolini), Brescia, L'obliquo, 1988
- Introduzione a Dino Campana, Opere, a cura di Carlo Fini, Milano, TEA, 1989
- Il neoitaliano. Le parole degli anni ottanta, scelte e raccontate da Sebastiano Vassalli, Bologna, Zanichelli, 1989
- La chimera, Torino, Einaudi, 1990; Milano, Mondadori, 1996; Milano, Fabbri, 2001; Premio Napoli[7], Premio Strega[8] e Premio Selezione Campiello[9]
- Belle lettere (con Attilio Lolini), Torino, Einaudi ("Saggi brevi" n. 20), 1991
- Leonardo, Siena, "Quaderni di Barbablù", 1991
- Marco e Mattio, Torino, Einaudi, 1992; storia ambientata nella Val di Zoldo
- Il cigno, Torino, Einaudi, 1993
- 3012. L'anno del profeta, Torino, Einaudi, 1995 (romanzo di fantascienza) Premio Nazionale Letterario Pisa[10]
- Cuore di pietra, Torino, Einaudi, 1996
- Traduzione di Charles Perrault, La bella addormentata, Novara, De Agostini, 1996
- La notte del lupo, Milano, Baldini Castoldi Dalai Editore ("Romanzi e racconti" n. 109), 1998  (romanzo fantasy)
- Gli italiani sono gli altri: viaggio (in undici tappe) all'interno del carattere nazionale italiano, Milano, Baldini & Castoldi, "I saggi" n. 111, 1998
- Un infinito numero: Virgilio e Mecenate nel paese dei Rasna, Torino, Einaudi, 1999
- Introduzione a Ernesto Ragazzoni, Buchi nella sabbia e pagine invisibili, Torino, Einaudi, 2000
- Archeologia del presente, Torino, Einaudi, 2001
- Dux. Casanova in Boemia, Torino, Einaudi, 2002
- Il mio Piemonte, Novara, Interlinea, 2002 (con fotografie di Carlo Pessina)
- Stella avvelenata, Torino, Einaudi, 2003
- La Chimera. Storia e fortuna del romanzo di Sebastiano Vassalli, Novara, Interlinea, 2003
- Amore lontano: il romanzo della parola attraverso i secoli, Collana Supercoralli, Torino, Einaudi, 2005, pp. 192, ISBN 88-06-17132-1.[11]
- Terra d'acque: Novara, la pianura, il riso, presentazione di Roberto Cicala, Novara, Interlinea, 2005; nuova edizione con illustrazioni a colori, 2013, ISBN 978-88-821-2795-4.
- Postfazione a Attilio Lolini, Notizie dalla necropoli, Torino, Einaudi, 2005
- Introduzione a Dino Campana, Un po' del mio sangue, Milano, Rizzoli, 2005
- La morte di Marx e altri racconti, Torino, Einaudi, 2006
- Il robot di Natale e altri racconti, Novara, Interlinea ("Nativitas" n. 45), 2006
- Natale a Marradi. L'ultimo Natale di Dino Campana, Novara, Interlinea ("Nativitas" n. 50), 2007
- L'italiano, Torino, Einaudi, 2007
- Dio, il Diavolo e la Mosca nel grande caldo dei prossimi mille anni, Torino, Einaudi, 2008
- Le due chiese, Torino, Einaudi, 2010, ISBN 9788806202880
- Un nulla pieno di storie, con Giovanni Tesio, Novara, Interlinea, 2010
- Comprare il sole, Torino, Einaudi, 2012
- Maestri e no. Dodici incontri tra vita e letteratura, Novara, Interlinea, 2012, ISBN 978-88-8212-800-5.
- Il supermaschio, da Alfred Jarry, con un testo di André Breton, Novara, Interlinea, 2013
- Terre selvagge, Milano, Rizzoli, 2014
- Il confine. I cento anni del Sudtirolo in Italia, Milano, Rizzoli, 2015
- Io, Partenope. Romanzo, Collana La Scala, Milano, Rizzoli, 2015, ISBN 978-88-17-08467-3.

### Opere pubblicate postume
- Improvvisi 1998-2015, A cura di Roberto Cicala. Prefazione di Paolo Di Stefano, Milano, Fondazione Corriere della Sera, 2016, ISBN 978-88-968-2031-5.
- I racconti del "Mattino", a cura di Salvatore Violante, Novara, Interlinea, 2017, ISBN 978-88-685-7118-4.
- I nuovi travestiti, De Piante Editore, 2017, ISBN 978-88-9422-867-0.
- Il millennio che muore. Un elogio del libro e della parola, a cura di Roberto Cicala, Novara, Interlinea, 2018, ISBN 978-88-6857-157-3.
- De l'infinito, universo e mondi. Manuale di esobiologia, Hacca, 2018, ISBN 978-88-989-8335-3.
- Il mestiere di Omero. Come scrivere per raccontare storie, a cura di Roberto Cicala, Novara, Interlinea, 2022. ISBN 9788868573157
- Affaire Tortora. Un caso italiano di ingiustizia e odio, a cura di Massimo Novelli, Novara, Interlinea, 2023. ISBN 9788868575465